# Brad (zespół muzyczny)
Brad – zespół rockowy założony przez muzyków związanych z Seattle i nurtem grunge, m.in. z Stone Gossardem z Pearl Jam. W 1993 Brad oficjalnie zadebiutował albumem Shame.

## Członkowie zespołu
- Stone Gossard – gitara – związany z Pearl Jam
- Regan Hagar – perkusja
- Mike Berg – gitara basowa
- Shawn Smith – keyboard, wokal – związany z Pigeonhead, Satchel
- Jeremy Toback – gitara basowa

## Dyskografia
- Shame (1993)
- Interiors (1997)
- Welcome to Discovery Park (2003)
- Brad vs Satchel (2005)
- United we Stand (2012)